# هبه (اسطوره)
هبه (به یونانی: Ἥβη) در اسطوره‌های یونان، الهه جوانی است. دختر زئوس و هرا، و خواهر آرس، هفائستوس و ایلی‌ثیا بود. ساقی خدایان در المپ به‌شمار می‌رفت و برای آن‌ها نکتار و آمبورسیا (نوشیدنی و خوراک مخصوص ایزدان) را فراهم می‌کرد. زمانی که هراکلس کشته شد و تن زمینی را ترک کرد و به المپ آمد، هبه را به همسری او درآورند، و پس از آن پرنس جوان تروایی، گانومده جانشین او و به عنوان ساقی ایزدان مبدل گشت. هراکلس و هبه صاحب دوقلوهای الکسیئارس و آنیکتوس شدند. هبه در کوه المپ اقامت داشت و در کنار خدمتی که به المپ نشینان می‌نمود، اغلب ارابه مادرش هرا را برایش آماده می‌کرد یا به برادرش آرس در پوشیدن جامه‌های باشکوه، آماده‌سازی حمام و شستن لباس‌هایش کمک می‌کرد.
او زمانی وظیفه‌اش را به عنوان ساقی ایزدان از دست داد که به زمین افتاد و جامه‌اش پاره شد، در نتیجه سینه‌اش در معرض دید قرار گرفت. آپولون او را از کار بر کنار کرد و گانومده یکی از معشوقه‌های زئوس جایگزین او شد. در زمان باستان اعتقاد بر این بود که او توانایی بازگرداندن جوانی را دارد. یولائوس برادرزاده و ارابه‌ران هراکلس، برای نبرد با ائوروستئوس پادشاه موکنای از هبه درخواست کرد فقط برای یک روز دوباره جوان شود. هبه در ابتدا تمایلی برای انجام این کار نداشت اما تمیس، ایزدبانوی عدالت به او گفت این امری منصفانه است. چنین شد که آرزوی یولائوس برآورده شد و به پیروزی رسید. هبه در اساطیر رومی با یوونتاس مطابق است.

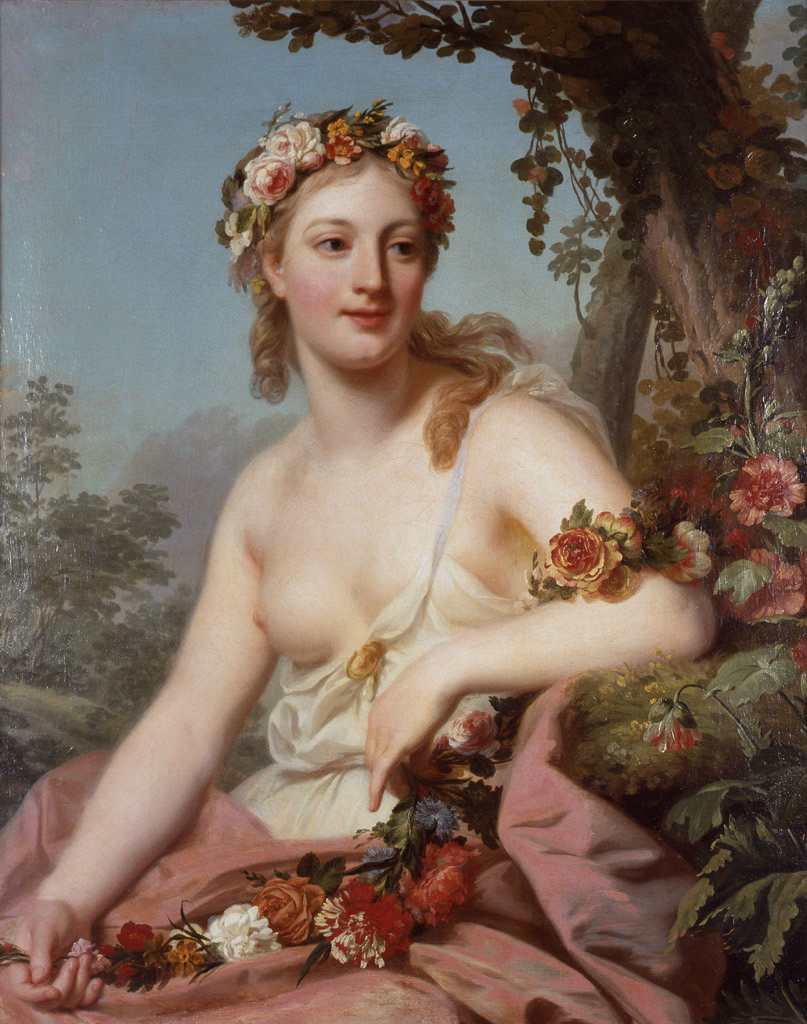
هبه یا فلورا، ایزدبانوی بهار و گل‌ها

هبه به شکل زنی جوان که لباسی بدون آستین به تن داشت و معمولاً تاج گل طلایی بر سر داشت، تصویر می‌شد. در نقاشی گلدان‌های یونانی، هبه یا به عنوان عروس هراکلس یا به عنوان ساقی ایزدان در حال ریختن آمبورسیا از پارچ به تصویر کشیده می‌شد. گاهی او همانند الهه‌های ایریس و نیکه دارای بال نشان داده می‌شد. او ممکن است با دختر الههٔ ماه، پاندیا برابر باشد.